# Ваља Тарсеј (Прахова)
Ваља Тарсеј (рум. Valea Târsei) насеље је у Румунији у округу Прахова у општини Бреаза. Oпштина се налази на надморској висини од 493 m.

## Становништво
Према подацима из 2002. године у насељу је живело 1189 становника, од којих су сви румунске националности.